# فريدي بيرك فريدريك
فريدي بيرك فريدريك (بالإنجليزية: Freddie Burke Frederick)‏ هو ممثل أمريكي، ولد في 13 يناير 1921، وتوفي في 31 يناير 1986.

## أعمال

### أفلام
- (1928) الحشد

## وصلات خارجية
- فريدي بيرك فريدريك على موقع IMDb (الإنجليزية)
- فريدي بيرك فريدريك على موقع قاعدة بيانات الفيلم (الإنجليزية)